# Feaella perreti
Feaella perreti es una especie de arácnido del orden Pseudoscorpionida de la familia Feaellidae.

## Distribución geográfica
Se encuentra en Kenia.